# Bouclier du Nord
Tarczy Północnej na wschodzie Warszawy (fr. Bouclier du Nord, niem. das Nordschild) – polska loża wolnomularska otwarta 15 października 1780 przez lożę Katarzyny pod Gwiazdą Północną. 
W 1784 brała udział w powstaniu Wielkiego Wschodu Narodowego Polski. W 1786 zlała się z francuską lożą Parfait Silence. 27 czerwca 1810 reaktywowana, podporządkowana Wielkiemu Wschodowi Narodowemu Polski. Skasowana w 1821.
Pracowała w języku francuskim. 